# Stegias andronophoros
Stegias andronophoros är en kräftdjursart som beskrevs av Hugo Frederik Nierstrasz och Brender à Brandis 1923. Stegias andronophoros ingår i släktet Stegias och familjen Bopyridae. Inga underarter finns listade i Catalogue of Life.